# Ksenija Doronina
Ksenija Doronina (Russisk: Ксения Сергеевна Доронина , tr. Ksenija Sergejevna Doronina ; født 20. oktober 1990 i Moskva) er en russisk kunstskøjteløber. Hun vandt overraskende guld ved det russiske mesterskab i 2007. Før dette har hun deltaget to gange i nationale kunstskøjteløbskonkurrencer for juniorer.